# Yo-Yo Ma
Yo-Yo Ma (kitajsko: 馬友友; pinjin: Mǎ Yǒuyǒu), kitajski violončelist, * 7. oktober 1955, Pariz.
Yo-Yo Ma je svetovno znani in po splošnem prepričanju eden najboljših violončelistov našega časa.

## Življenje in kariera
Yo-Yo Ma se je rodil v Parizu kitajskim staršem. Že zelo zgodaj je bil deležen glasbene vzgoje. Njegova mama, Marina Lu, je bila pevka, njegov oče Hjao Tsjun Ma pa je bil dirigent in skladatelj. Yo-Yo je začel z violino, nadaljeval z violo, končno pa je v roke prijel violončelo. Ko je bil star sedem let, se je njegova družina preselila v New York.
Bil je čudežni otrok. Pri osmih letih je že nastopil na ameriški televiziji na koncertu pod taktirko Leonarda Bernsteina. Vpisal se je na Juilliard, nato pa nadaljeval študij na Harvardu. V nekem obdobju se je spraševal, ali naj s študijem sploh nadaljuje, dokler ga ni v 70. letih dvajsetega stoletja navdihnil nastop Pabla Casalsa.
Vsekakor je že pred tem njegova slava nezadržno rasla in koncertiral je z večino svetovnih vodilnih orkestrov. Še posebno so priznani njegovi posnetki Bachovih suit, veliko pa se je ukvarjal tudi s komorno glasbo. Pri slednji je pogosto sodeloval s pianistom Emanuelom Axom, s katerim ga veže tesno prijateljstvo še iz študijskih časov na Juilliardu v New Yorku.
Predvsem nastopa z violončelom Petunia, ki ga je leta 1733 v Benetkah izdelal mojster Domenico Montagnana, Ma pa ga je nekoč v trenutku raztresenosti celo pozabil v taksiju v New Yorku. Eno od njegovih violončel, Stradivari Davidov, je prej igrala Jacqueline du Pré in mu ga zapustila po svoji smrti. Sama je bila precej nezadovoljna z 'nepredvidljivostjo' instrumenta, vendar je Yo-Yo njene težave z njim pripisal predsem njenemu strastnemu načinu igranja in sam pravi, da je z njim treba ravnati zelo nežno. Do pred nedavnim je bil Davidov prirejen za baročno igro, saj je Ma na njem izvajal izključno baročno glasbo. V lasti ima tudi violončelo, ki ga je izdelalo ameriško podjetje Moes & Moes, ima pa tudi čelo iz karbonskih vlaken, ki ga je izdelalo bostonsko podjetje Luis & Clark.
Yo-Yo Ma med kritiki velja za najbolj vsestranskega od vseh čelistov in vsekakor je njegov opus precej širok za tipičnega klasičnega glasbenika. Igral in snemal je baročne skladbe na originalnih baročnih glasbilih, ameriški bluegrass, tradicionalne kitajske melodije, tuj mu ni niti argentinski tango Astorja Piazzolle, igral je brazilsko glasbo, posnel glasbo za filme Prežeči tiger, skriti zmaj, Sedem let v Tibetu, Glassovo minimalistično napisano glasbo za Naqoyqatsi in mnoge standardne klasične stvaritve. Njegov zadnji CD je plod sodelovanja z drugimi glasbeniki pri glasbi za film Gejša.
Trenutno se ukvarja z lastnim projektom, imenovanim The Silk Road Ensemble, v katerem želi združiti glasbenike iz različnih držav, ki jih zgodovinsko povezuje svilena cesta, in snema za založbo Sony Classical.
Ma se je leta 1978 poročil z dolgoletno prijateljico, violinistko Jill Hornor. Imata dva otroka, Nicholasa in Emily. Majeva sestra, Jeou Čeng Ma, tudi rojena v Parizu, je violonistka in poročena z Michaelom Dadapom, newyorškim kitaristom. Skupaj vodijo Children's Orchestra Society na Long Islandu.
Yo-Yo je večkrat nastopil tudi na televiziji. Med drugim se je pojavil v eni od epizod animirane serije za otroke Arthur, pa tudi v serijah Zahodno krilo in Sezamova ulica. Posnel je tudi šest Bachovih suit.
Yo-Yo Ma je vsekakor medijsko zelo prepoznavna osebnost. Generalni sekretar ZN Kofi Anan je januarja 2006 izjavil, da bo Ma prevzel tudi vlogo mirovnega poslanca ZN.

## Nagrade in priznanja
- Grammy za najboljšo izvedbo komorne glasbe:
  - Emanuel Ax in Yo-Yo Ma za Brahms: Sonati v E-molu in F-duru za violončelo in klavir (1986)
  - Emanuel Ax in Yo-Yo Ma za Beethoven: Sonata št. 4 v C-duru in variacije za violončelo in klavir (1987)
  - Emanuel Ax, Jaime Laredo, Yo-Yo Ma in Isaac Stern za Brahms: Klavirski kvarteti (opp.25 in 26) (1992)
  - Emanuel Ax in Yo-Yo Ma za Brahms: Sonate za violončelo in klavir (1993)
  - Emanuel Ax, Yo-Yo Ma in Richard Stoltzman za Brahms/Beethoven/Mozart: Klarinetni trii (1996)

- Grammy za najboljšo solistično instrumentalno izvedbo (z orkestrom):
  - David Zinman (dirigent), Yo-Yo Ma in Baltimorski simfonični orkester za Samuel Barber: Koncert za violončelo, Op. 22/Britten: Simfonija za violončelo in orkester, Op. 68 (1990)
  - Lorin Maazel (dirigent), Yo-Yo Ma in Pittsburški simfonični orkester za Prokofjev: Sinfonia Concertante/Čajkovski: Variacije na rokokojsko temo (1993)
  - David Zinman (dirigent), Yo-Yo Ma in Baltimorski simfonični orkester za The New York Album - Works of Albert, Bartók & Bloch (1995)
  - David Zinman (dirigent), Yo-Yo Ma in Filadelfijski simfonični orkester za Premieres - Koncerti za violončelo (dela Danielpoura, Kirchnerja, Rousa) (1998)

- Grammy za najboljšo solistično instrumentalno izvedbo (brez orkestra):
  - Yo-Yo Ma za Bach: Suite za violončelo brez spremljave (1985)

- Grammy za najboljšo sodobno klasično skladbo:
  - Stephen Albert (skladatelj), David Zinman (dirigent) & Yo-Yo Ma za Albert: Koncert za violončelo (1995)

- Grammy za najboljši klasični album:
  - Steven Epstein (producent), David Zinman (dirigent), Yo-Yo Ma & Filadelfijski orekster za Premieres - Koncerti za violončelo (Dela Danielpoura, Kichnerja, Rousa (1998)

- Grammy za najboljši klasično-sodobni album:
  - Jorge Calandrelli (dirigent) & Yo-Yo Ma za Soul of the Tango - The Music of Astor Piazzolla (1999)
  - Steven Epstein (producent), Richard King (montažer), Yo-Yo Ma, Edgar Meyer & Mark O'Connor za Appalachian Journey (2001)
  - Jorge Calandrelli (dirigent) & Yo-Yo Ma za Obrigado Brazil v izvedbi različnih izvajalcev (2004)

- Druge nagrade:
  - Leta 1999 je prejel prestižno nagrado Glenna Goulda
  - 31. maja 2005 je dobil naslov častnega doktorja glasbene umetnosti univerze Princeton